# Marcin Wołodkiewicz
Marcin Wołodkiewicz herbu Łabędź –  sędzia ziemski miński w latach 1570-1592, pisarz ziemski miński w latach 1565-1570.
Poseł na sejm 1570 roku z województwa mińskiego.